# Freetown (Massachusetts)
Freetown ist ein Ort in Bristol County im US-Bundesstaat Massachusetts. Das U.S. Census Bureau hat bei der Volkszählung 2020 eine Einwohnerzahl von 9206 ermittelt.
Freetown ist eine der ältesten Kommunen in den Vereinigten Staaten. Die ersten Siedler dort waren die Pilgerväter und deren Nachkommen in der zweiten Hälfte des 17. Jahrhunderts. Die Stadt umfasste ursprünglich auch den Ort Fall River (1659–1803) und Teile von Acushnet (1659–1815). 1983 feierte der Ort sein dreihundertjähriges Bestehen.
Freetown teilt sich in zwei Ortschaften, die sich historisch weitgehend unabhängig voneinander entwickelt haben: Assonet und East Freetown.

## Geschichte
Die ersten weißen Siedler kamen nach Freetown an das Ufer des Flusses Assonet am 2. April 1659. Sie hatten das Gebiet von den Wampanoagindianern erworben. Die Bevölkerungszahl stieg langsam. Es war Teil von Plymouth Colony bis sich die Kolonie 1685 mit der Massachusetts Bay Colony vereinte. 1774 wurde die Ortschaft East Freetown von dem Ort Tiverton erworben.
Einwohner der Stadt kämpften im sogenannten King Philip’s War 1675/1676 gegen die Wampanoag und während des Amerikanischen Unabhängigkeitskrieges kam es hier am 28. Mai 1775 zur „Schlacht von Freetown“.
1803 trennte sich Fall River von Freetown und 1815 wurde ein Teil der Ortschaft Fairhaven eingegliedert.
Vom 18. bis zum frühen 20. Jahrhundert gab es einiges an industrieller Produktion (Hochöfen, Textil, Fischerei) in Freetown, die sich aber hier zumeist nicht dauerhaft hielt, so dass der Ort überwiegend seinen ländlichen Charakter behielt. Einer der bekannteren Betriebe war die Gewehrmanufaktur N. R. Davis & Sons, deren Waffen im Amerikanischen Bürgerkrieg zum Einsatz kamen.
In Freetown finden sich zwei nationale Erinnerungsstätten, die die Aufnahme in das „National Register of Historic Places“ geschafft haben: Der „Assonet Village Historic District“ und der „East Freetown Historic District“.

## Stadtregierung
Freetown wird im traditionellen Stil der Neuengland-Staaten von einem „Board of Selectmen“ regiert. Einer Einrichtung, die sich aus der traditionellen direkten Demokratie der Region mit Versammlungen der erwachsenen Bevölkerung entwickelt hat. Die „Ausgewählten“ regeln das Alltagsgeschäft der Kommune zwischen diesen Versammlungen, die noch alljährlich stattfinden.

## Sehenswürdigkeiten
Profile Rock, im Freetown-Fall River State Forest, ist ein Granitfelsen, der nach Ansicht der lokalen Wampanoag-Indianer das Gesicht ihres „Häuptlings“ (Obersachem) Massasoit aus dem King Philip’s War darstellt. King Philip’s Cave, in East Freetown, soll ein Versteck von Metacomet („King Philip“) während des King Philip’s War gewesen sein.